# Kinna kyrka
Kinna kyrka är en kyrkobyggnad belägen i Kinna, Marks kommun. Den tillhör Kinna-Fritsla församling i Göteborgs stift och Svenska kyrkan.

## Kyrkobyggnaden
En tidigare kyrka på platsen var byggd på medeltiden.
Nuvarande kyrka uppfördes 1879 efter ritningar av arkitekterna A. W. Nordien och Sven Larsson. Den har ett enkelt nygotiskt formspråk med spetsbågiga murtöppningar, strävpelare och torntureller. Planen består av ett enskeppigt långhus med smalare femsidigt kor i öster och torn i väster. Vid kyrkans nordöstra sida finns en vidbyggd sakristia, som fick ny träinredning ritad av Sigfrid Ericson 1951. 
En restaurering under ledning av Sigfrid Ericson genomfördes 1939. Vid en renovering 1969-1970 fick interiören en ny ljus färgsättning med rika inslag av förgyllning, men all fast originalinredning, utom bänkarna, finns kvar. 
År 1922 byggdes ett begravningskapell av sten efter ritningar av Martin Westerberg och kyrkogården utvidgades under ledning av Allan Berglund.

## Inventarier
- Nattvardskalk från 1793.
- Mässhake i sammet från 1600-talet.
- Altartavlan är en oljemålning av Ludvig Frid från 1883.
- Glasmålningar av Albert Eldh utförda 1920-1925.

### Klockor
Kyrkan har två senmedeltida klockor.
- Storklockan har ett tomt skriftband runt halsen.
- Lillklockan är även den utan inskrifter.

## Orglar

### Läktarorgel
- Kyrkans första orgel var byggd 1883 av Salomon Molander.
- Den ersattes 1934 av ett nytt verk från Mårtenssons orgelfabrik.
- Vid Allhelgonahelgen 1984 invigdes ett nytt verk även det byggt av Mårtenssons orgelfabrik. Det innehåller material från båda de tidigare orglarna från 1883 och 1934 och har 35 stämmor fördelade på två manualer och pedal. Fasaden härstammar från 1883 års Molanderorgel.[2]

### Kororgel
År 1996 tillkom en kororgel med tio stämmor fördelade på manual och pedal från Robert Gustavsson Orgelbyggeri.

### Orgel i gravkapellet
I gravkapellet finns en orgel byggd 1975 av Tostareds Kyrkorgelfabrik. 